# Cosa nostra
Cosa nostra (tal. naša stvar) naziv je za Sicilijansku kriminalnu organizaciju koja djeluje u južnoj Italiji i Sjedinjenim Američkim Državama gdje su joj članovi u pravilu Italoamerikanci.
Po uzoru na Cosa nostru nastale su mnoge druge slične organizacije koje zakon opisuju kao organizirani kriminal, a raširene su širom svijeta, među njima ruska mafija i kolumbijska mafija.[nedostaje izvor]

## Povijest
Do kraja 20-ih godina u talijanskim kriminalnim skupinama u New Yorku pojavile su se dvije primarne frakcije. Joseph Masseria, koji je nadzirao grupe, potaknuo je takozvani "Castellammarese rat" 1928. kada je pokušao preuzeti kontrolu nad organiziranim kriminalom diljem zemlje. Rat je završio 1931. godine kada je Salvatore Maranzano sklopio zavjeru s Masserijinim glavnim vojnikom, Charlesom "Luckyjem" Lucianom, da ubije Masseriju. Maranzano je postao kao najmoćniji mafijaški šef u državi, osnovao je pet zasebnih kriminalnih skupina u New Yorku i nazvao sebe "Šef Šefova".
Maranzano je bio prvi vođa organizacije koja se sada naziva "La Cosa Nostra". Uspostavio je njezin kodeks ponašanja, uspostavio “obiteljske” podjele i strukturu, te donio postupke za rješavanje sporova. Dvije od najmoćnijih obitelji La Cosa Nostre - danas poznate kao porodice Genovese i Gambino - nastale su iz Maranzanovih napora restrukturiranja. Luciana je imenovao prvim šefom onoga što će kasnije biti poznato kao porodica Genovese. Luciano je svoju zahvalnost pokazao manje od pet mjeseci kasnije slanjem petorice muškaraca obučenih kao policajci u Maranzanovu kancelariju kako bi ga ubili.

## Najpoznatiji pripadnici
Najpoznatiji pripadnici bili su: Vito Cascioferro, Calogero Vizzini, Giuseppe Genco Russo, Michele Navarra...